# کوشک اسفندیار خان
کوشک اسفندیار خان مربوط به دوره پهلوی اول است و در شهرستان ابرکوه، بخش مرکز ی، دهستان تیرجرد، روستای فیروزآباد واقع شده و این اثر در تاریخ ۲۸ اسفند ۱۳۸۶ با شمارهٔ ثبت ۲۲۷۵۶ به‌عنوان یکی از آثار ملی ایران به ثبت رسیده است.